# Steve Vai
Steve Vai, pseudonimo di Steven Siro Vai (Carle Place, 6 giugno 1960), è un chitarrista, compositore, polistrumentista, produttore discografico e cantante statunitense.
Vincitore di tre Grammy Awards, fra i più apprezzati virtuosi di ogni tempo, è riconosciuto come uno dei più importanti e influenti chitarristi della sua generazione e come uno dei più importanti shredder, oltre ad essere uno stimato compositore e produttore. Oltre alla chitarra, suona anche pianoforte, basso e batteria.
Conosciuto per la sua musica strumentale per chitarra, che compone, esegue e produce da sé, ha anche collaborato in studio con diversi artisti e gruppi rock/metal. Accanto alla sua carriera da solista, ha militato in diverse importanti band, esordendo nel gruppo di Frank Zappa e collaborando poi con artisti come Alice Cooper, Al di Meola, Ozzy Osbourne, David Lee Roth, Alcatrazz, Whitesnake e molti altri.
Nella sua carriera ha venduto oltre 15 milioni di dischi in tutto il mondo.

## Biografia
Vai ha origini italiane: i nonni erano lomellini, più precisamente emigrarono negli Stati Uniti d'America dalla cascina Taccona nel comune di Dorno (PV) che, il 22 luglio 2012, gli ha conferito la cittadinanza onoraria.

Nel 1979 frequentò il Berklee College of Music di Boston, Massachusetts, dove si fece notare dal leggendario chitarrista rock Frank Zappa, il quale lo assoldò dapprima nel ruolo di trascrittore di partiture e in seguito come esecutore dei suoi brani più complessi, che richiedevano grandi capacità tecniche.

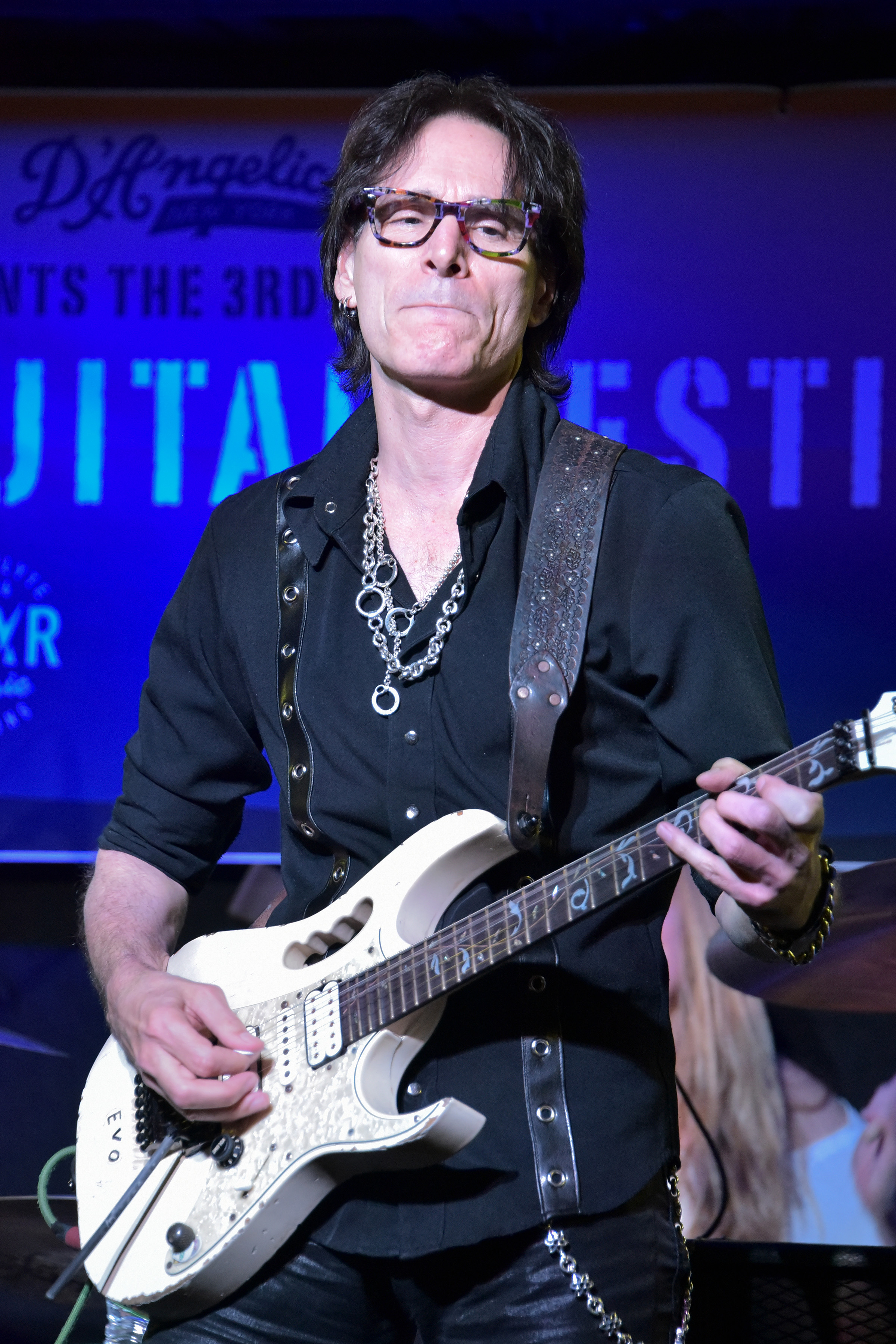
Steve Vai a Malibù nel 2017

Nel 1985 sostituisce Yngwie Malmsteen come chitarra solista negli Alcatrazz di Graham Bonnet, con i quali incide l'album Disturbing the Peace. Dal 1986 al 1989 suona per David Lee Roth, registrando gli album Eat 'Em and Smile (1986) e Skyscraper (1988). Nel 1989 e 1990 sostituisce l'infortunato Adrian Vandenberg negli Whitesnake poco prima che questi iniziassero le registrazioni dell'album e il tour mondiale per Slip of the Tongue.
Vai continua a esibirsi dal vivo regolarmente, sia con il proprio gruppo che con il suo amico e maestro di chitarra di un tempo Joe Satriani, nella serie di concerti denominata G3 e iniziata nel 1996. La sua musica è presente in diversi film ed egli stesso è apparso sul grande schermo in un film del 1986 con Ralph Macchio intitolato Mississippi Adventure (Crossroads, di Walter Hill), nella parte di Jack Butler, un chitarrista ispirato dal demonio. Nel momento saliente del film, Vai si impegna in un duello chitarristico con Macchio. La parte di quest'ultimo è doppiata da Vai stesso, mentre la parte di slide guitar è interpretata da Ry Cooder.
La composizione pseudo-classica in trentaduesimi con la quale Macchio vince la competizione, Eugene's Trick Bag, fu scritta da Vai basandosi sul Capriccio Op.1 #5 di Niccolò Paganini ed è diventata uno dei brani preferiti da molti chitarristi apprendisti.
Ha inoltre partecipato all'esecuzione della colonna sonora del film Fantasmi da Marte di John Carpenter insieme agli Anthrax e a Buckethead. Inoltre è stato chiamato dal batterista Gregg Bissonette per comporre e incidere alcuni brani. Mentre il contributo di Vai al materiale di altri è stato limitato dallo stile rock o heavy-rock dei gruppi per cui ha suonato, la sua musica di tanto in tanto sembra richiamare l'esoterismo.
Vai possiede due studi di registrazione, The Mother Ship e The Harmony Hut. Le sue registrazioni combinano la sua distintiva abilità nelle nuove composizioni con un considerevole utilizzo di effetti in fase di registrazione. Steve Vai possiede la Favored Nations, una compagnia di registrazione e pubblicazione specializzata nel prendersi cura di nuovi talenti o di artisti di alto profilo di tutto il mondo.
Nel 2025 ha formato, insieme a Joe Satriani, la SatchVai Band.

## Vita privata
Vai ha due figli, Julian Angel e Fire, ed è sposato con Pia Maiocco (ex bassista della hair metal band Vixen). Steve ama allevare api, che producono regolarmente un miele che Steve vende per beneficenza ogni anno, attraverso il suo sito web ("The Fire Garden Honey").

## Strumentazione

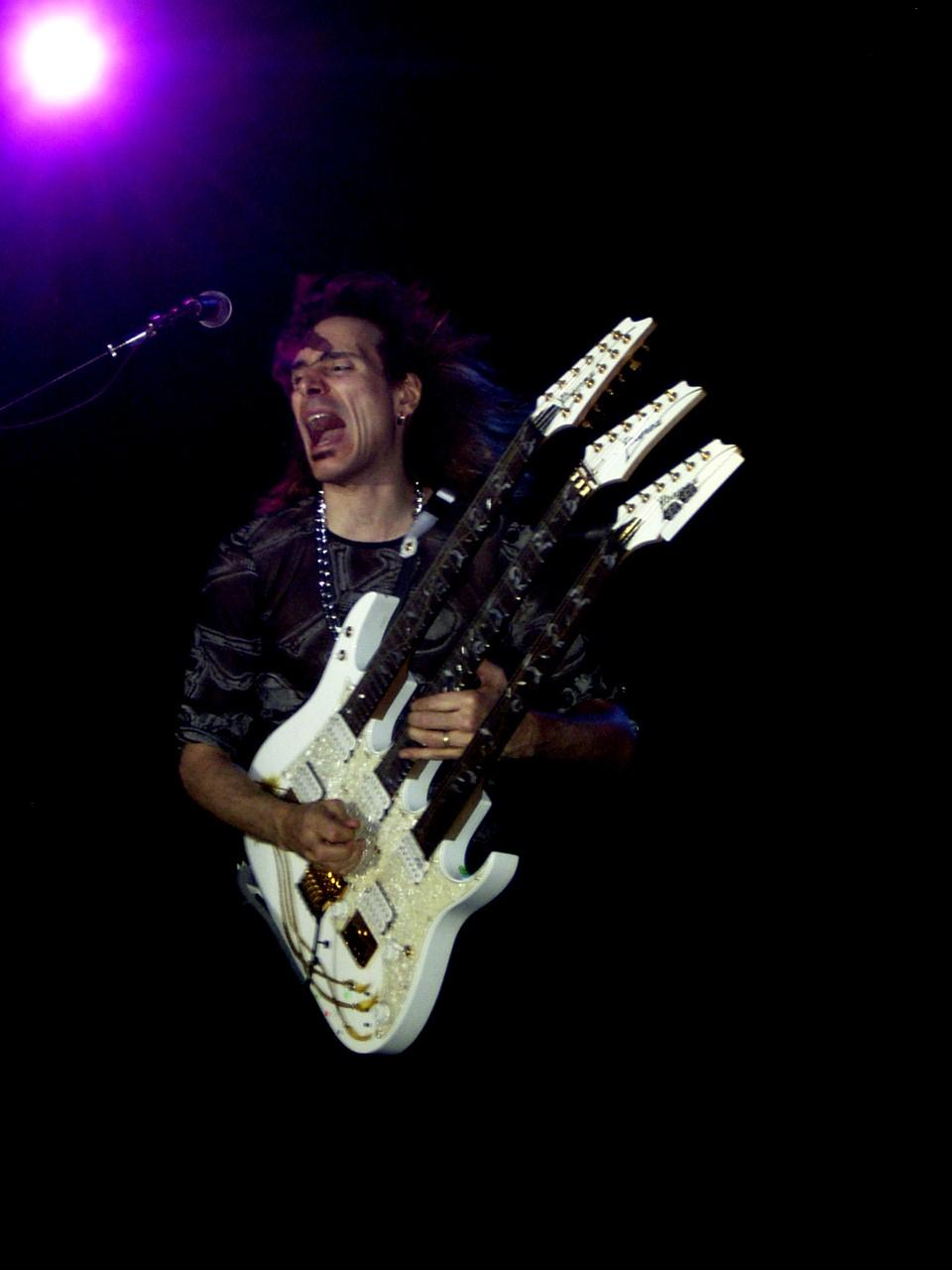
Steve Vai a Madrid nel 2004

Vai è endorser per la Ibanez dal 1986: nel 1987 arrivò sul mercato il suo modello signature, la Ibanez JEM, e nel 1990 l'azienda realizzò una chitarra a 7 corde, la Universe, con le stesse caratteristiche della JEM ma senza maniglia. La Universe andò fuori produzione dopo soli due anni, per essere poi ripresa nel 1997.
La sua chitarra preferita, usata più volte dal vivo e in studio dal 1993, è un prototipo di JEM7VWH da lui chiamata "EVO": tale chitarra gli fu consegnata per provare quelli che allora erano prototipi dei pickups DiMarzio Evolution (da cui EVO); possiede anche una chitarra personalizzata a forma di cuore con tre manici, la "Ultra Zone" visibile nella copertina dell'omonimo album e una JEM bianca a tre manici.

## Stile
Considerato un luminare della chitarra, è particolarmente apprezzato non solo per la straordinaria tecnica ma anche per l'espressività dei suoi assoli.
Il suo stile è caratterizzato da una grande padronanza del legato e nell'utilizzo della leva del tremolo, con il quale è in grado di far letteralmente "parlare" e "ridere" la sua chitarra (come nell'intro di Yankee Rose dell'album Eat 'Em and Smile con David Lee Roth).
Il mondo musicale di Zappa ha decisamente influito sulle peculiarità chitarristiche di Vai e sulla sua concezione di dissonanze e del loro inserimento all'interno delle scale, oltre che all'introduzione nei brani di rumori e voci. Un'altra delle tecniche più sfruttate da Steve è il tapping, che usa sia nella sua forma più classica (2-3 dita) che in forma più complessa (4-5 dita), basti pensare all'inizio del brano Building the Church.
Vai è anche in grado di suonare brani con un elevato tasso tecnico con una sola mano: ne è un esempio Knappsack, brano strumentale del 2021, che il chitarrista ha suonato soltanto con la mano sinistra per via della rottura dei tendini al braccio destro.

## Discografia

### Solista

#### Album in studio
- 1984 - Flex-Able
- 1990 - Passion and Warfare
- 1993 - Sex & Religion
- 1996 - Fire Garden
- 1998 - Flex-Able Leftovers
- 1999 - The Ultra Zone
- 2005 - Real Illusions: Reflections
- 2012 - The Story of Light
- 2016 - Modern Primitive
- 2022 - Inviolate
- 2023 - Vai/Gash

#### EP
- 1984 - Flex-Able Leftovers
- 1995 - Alien Love Secrets

#### Live
- 1997 - G3: Live in Concert
- 2001 - Alive in an Ultra World
- 2003 - G3: Rockin' in the Free World
- 2004 - Live in London
- 2005 - G3: Live in Tokyo
- 2007 - Sound Theories
- 2009 - Where the Wild Things Are
- 2015 - Stillness in Motion

#### Compilation
- 2000 - The Seventh Song
- 2002 - The Elusive Light and Sound Vol. 1
- 2003 - Mystery Tracks Archives Vol. 3
- 2003 - Various Artists Archives Vol. 4
- 2003 - The Infinite Steve Vai: An Anthology

### Con Frank Zappa
- 1981 - Tinseltown Rebellion
- 1981 - You Are What You Is
- 1981 - Shut Up 'n Play Yer Guitar
- 1982 - Ship Arriving Too Late to Save a Drowning Witch
- 1983 - The Man from Utopia
- 1984 - Them or Us
- 1984 - Thing-Fish
- 1985 - Frank Zappa Meets the Mothers of Prevention
- 1987 - Jazz from Hell
- 1988 - Guitar
- 1988 - You Can't Do That on Stage Anymore, Vol. 1
- 1989 - You Can't Do That on Stage Anymore, Vol. 3
- 1991 - You Can't Do That on Stage Anymore, Vol. 4
- 1991 - As an Am
- 1992 - You Can't Do That on Stage Anymore, Vol. 5
- 1992 - You Can't Do That on Stage Anymore, Vol. 6
- 1996 - Strictly Commercial
- 1997 - Have I Offended Someone?
- 1998 - Cheep Thrills
- 1999 - Son of Cheep Thrills
- 2001 - FZ Original Recordings; Steve Vai Archives Vol. 2

### Con i Whitesnake
- 1989 - Slip of the Tongue
- 1994 - Whitesnake's Greatest Hits
- 2011 - Live at Donington 1990

### Con David Lee Roth
- 1986 - Eat 'Em and Smile
- 1988 - Skyscraper
- 1997 - The Best of David Lee Roth

### Con i G3
- 1997 - G3: Live in Concert
- 2004 - G3: Rockin' in the Free World
- 2005 - G3: Live in Tokyo

### Altri album
- 1983 - Lisa Popeil - Lisa Popeil
- 1985 - Heresy - At The Door
- 1985 - Public Image Ltd. - Compact Disc
- 1985 - Alcatrazz - Disturbing the Peace
- 1986 - Bob Harris - The Great Nostalgia
- 1986 - Shankar & Caroline - The Epidemics
- 1986 - Randy Coven - Funk Me Tender
- 1986 - Western Vacation - Western Vacation
- 1989 - Vari Artisti - Guitar's Practicing Musicians
- 1990 - Rebecca - The Best of Dreams
- 1991 - Alice Cooper - Hey Stoopid
- 1993 - Vari Artisti - Zappa's Universe
- 1995 - Ozzy Osbourne - Ozzmosis
- 1995 - Vari Artisti - In From The Storm
- 1996 - Vari Artisti - Songs of West Side Story
- 1996 - Wild Style - Cryin'
- 1997 - Munetaka Higuchi with Dream Castle - Free World
- 1997 - Vari Artisti - Merry Axemas - A Guitar Christmas
- 1997 - Vari Artisti - Angelica
- 1998 - Gregg Bissonette - Gregg Bissonette
- 1998 - Al Di Meola - The Infinite Desire
- 1999 - Joe Jackson - Symphony No. 1
- 2000 - Gregg Bissonette - Submarine
- 2000 - Thana Harris - Thanatopsis
- 2001 - Robin DiMaggio - Blue Planet
- 2001 - Billy Sheehan - Compression
- 2001 - Vari Artisti - Roland Guitar Masters
- 2002 - Vari Artisti - Guitars For Freedom
- 2002 - Vari Artisti - Warmth In The Wilderness Vol. II - A Tribute to Jason Becker
- 2003 - Surinder Sandhu - Saurang Orchestra
- 2003 - The Yardbirds - Birdland
- 2003 - Eric Sardinas - Black Pearls
- 2003 - Steve Lukather & Friends - SantaMental
- 2003 - Glenn Hughes e Joe Lynn Turner - HTP2
- 2003 - Shankar & Gingger - One in a Million
- 2004 - Motörhead - Inferno
- 2004 - Bob Carpenter - The Sun, The Moon, The Stars
- 2004 - Mike Keneally - Vai Piano Reductions Vol. 1
- 2005 - Vari Artisti - The Sounds of NASCAR
- 2005 - John 5 - Songs for Sanity
- 2006 - Meat Loaf - Bat out of hell III: The monster is loose
- 2006 - The Devin Townsend Band -Synchestra
- 2006 - Marty Friedman - Loudspeaker
- 2007 - Eros Ramazzotti - E2
- 2008 - Jason Becker - Collection
- 2009 - Spinal Tap - Back from the dead
- 2009 - Orianthi Panagaris - Believe
- 2010 - Alcatrazz - Disturbing the peace tour Live in Japan 10.10.1984 - Audio tracks

### Colonne sonore
- 1987 - Vari Artisti - Dudes Soundtrack
- 1991 - Vari Artisti - Bill & Ted's Bogus Journey Soundtrack
- 1992 - Vari Artisti - Wayne's World Soundtrack
- 1992 - Vari Artisti - Encino Man Soundtrack
- 1994 - Vari Artisti - PCU Soundtrack
- 1999 - Vari Artisti - Radio Disney Kid Jams
- 2001 - Vari Artisti - Ghosts of Mars Soundtrack
- 2004 - Vari Artisti - Halo 2 Original Soundtrack

## Premi e riconoscimenti

### Grammy Award
Su 15 nomination (sia da solista che come membro di una band), Steve Vai ha ricevuto 3 Grammy Awards
- 1994 - Grammy alla miglior interpretazione rock strumentale per "Sofa" (dal disco tributo a Frank Zappa: Zappa's Universe)
- 2001 - Grammy alla miglior interpretazione pop strumentale per "No Substitutions"
- 2009 - Grammy alla miglior interpretazione rock strumentale "Peaches En Regalia" - (Come membro del gruppo Zappa Plays Zappa)

### Guitar Player Magazine
- 1995 - Inserito nella lista dei migliori chitarristi "Gallery of Greats"
- 1995 - Miglior chitarrista rock (con Jimmy Page)
- 1995 - Miglior chitarrista dell'anno (3ª posizione)
- 1995 - Miglior chitarrista sperimentale (con Buckethead)
- 1995 - Migliore registrazione metal (3ª posizione)
- 1995 - Miglior chitarrista dell'anno (2ª posizione)
- 1995 - Miglior chitarrista metal (3ª posizione)
- 1990 - Miglior chitarrista rock
- 1990 - Miglior chitarrista dell'anno
- 1990 - Miglior album di chitarra
- 1990 - Miglior chitarrista metal
- 1989 - Miglior chitarrista rock
- 1988 - Miglior chitarrista rock
- 1987 - Miglior chitarrista rock
- 1987 - Miglior chitarrista dell'anno
- 1986 - Miglior chitarrista rock

### Guitar World
- 1990 -  miglior chitarrista dell'anno (con Stevie Ray Vaughan)
- 1990 - Miglior album di chitarra
- 1990 - Miglior chitarrista rock
- 1990 - Miglior solo di chitarra (per "For the Love of God")
- 1989 - Miglior chitarrista rock[11]

## Filmografia e apparizioni
- 1982 - Frank Zappa: The Dub Room Special

Steve Vai appare in questo video suonando il brano "Stevie's Spanking" al Palladium durante il NYC show del 31 ottobre 1981.
- 1985 - Alcatrazz: Power Live

Concerto live al Shinjuku Kousei Nenkin Hall in Giappone del 10 ottobre 1984, periodo durante il quale Steve Vai faceva parte degli Alcatrazz.
- 1986 - David Lee Roth

Video dove Steve Vai appare come chitarrista della David Lee Roth Band nei brani "Yankee Rose" e "Goin' Crazy".
- 1986 - Mississippi Adventure (Crossroads)

Steve Vai partecipa al duello chitarristico nel ruolo di Jack Butler.
- 1987 - Frank Zappa: Video From Hell)

Un giovane Steve Vai esegue assieme a Frank Zappa una versione strumentale di "Stevie's Spanking" ripresa a Roma il 10 luglio 1982.
- 1989 - Frank Zappa: The True Story of 200 Motels

Steve Vai compare in una breve intervista registrata il 14 luglio 1982 a Palermo, Sicilia.
- 1990 - Metal Head Vol II (Rivista Video)

In questa video-rivista è presente una intervista a Steve Vai.
- 1993 - Zappa's Universe: A Celebration of 25 Years of Frank Zappa's Music

In questo video Steve Vai esegue due brani di Frank Zappa: "Dirty Love" (con Dweezil Zappa e Mike Keneally) e "Sofa".
- 1995 - Steve Vai: Alien Love Secrets VHS

Videocassetta contenente i video dei brani del disco Alien Love Secrets.
- 1997 - Joe Satriani/Eric Johnson/Steve Vai: G3 - Live in Concert VHS

Videocassetta del G3 filmato il 2 novembre 1996 al Northrop Auditorium di Minneapolis. Vai suona 3 brani della sua produzione solista (Answers, For the Love of God, Attitude Song) e tre brani nella jam finale insieme agli altri due musicisti (Going Down, My Guitar Wants to Kill Your Mama, Red House).
- 1997 - 7th Heaven video by Ibanez

Video promozionale dell'Ibanez contenente commenti e musiche di Steve Vai, oltre a contributi di altri artisti (Head & Munky, John Petrucci, Dino Cazares, Andy Timmons, Wes Borland, Jerry Sims).
- 1998 - Steve Vai: Alien Love Secrets DVD

DVD contenente i video dei brani presenti in Alien Love Secrets. In quanto DVD presenta alcune features aggiuntive rispetto al medesimo video in VHS (video qualità DVD, 5.1 Dolby Surround Sound Audio, commento di Steve Vai).
- 2000 - Joe Satriani/Eric Johnson/Steve Vai: G3 - Live in Concert DVD

Video del G3 del 1996 in versione DVD.
- 2003 - Rockthology DVD

Compilation di video rock tra i quali il video di I Would Love to di Steve Vai.
- 2003 - Joe Satriani: The Satch Tapes DVD

Rimasterizzazione in DVD della versione originale in VHS pubblicata nel 1993. Il video contiene una breve intervista a Steve Vai.
- 2003 - Steve Vai: Live At The Astoria London

Doppio DVD del concerto tenuto all'Astoria a Londra nel 2003. La prestazione solista di Steve Vai annovera ventuno tracce nel primo disco. Nel secondo disco sono contenute tracce speciali quali i backstage, interviste, biografie dei componenti della band e discografia di Steve Vai.
- 2004 - Joe Satriani/Steve Vai/Yngwie Malmsteen: G3 Live in Denver

DVD del concerto del G3 filmato al Fillmore Auditorium di Denver il 20 ottobre 2003. Steve Vai suona 3 brani della sua produzione solista (I Know You're Here, Juice, I'm The Hell Outta Here) e tre brani nella jam finale (Rockin' In The Free World, Little Wing, Voodoo Chile) assieme a Joe Satriani e Yngwie Malmsteen.
- 2004 - Motörhead: Inferno
- 2005 - Joe Satriani/Steve Vai/John Petrucci: G3 Live in Tokyo

DVD del concerto del G3 filmato al Tokyo Forum di Tokyo l'8 maggio 2005. Steve Vai suona 3 brani della sua produzione solista (The Audience Is Listening, Building The Church, K'm-Pee-Du-Wee) e tre brani nella jam finale (Foxey Lady, La Grange, Smoke On The Water) assieme a Joe Satriani e John Petrucci.